# Литвин, Николай Ильич
Николай Ильич Литвин (12 [25] января 1912, Апрелевка — 19 января 1996, Москва) — советский государственный и хозяйственный деятель.

## Биография
Родился в 1912 году в Апрелевке.
С 1936 года — на хозяйственной работе.
В 1936—1983 годах:
- старший прораб строительства моста через реку Протва,
- начальник участка автомагистрали «Москва — Киев»,
- главный инженер дорожно-строительного участка Мосдорстройтреста,
- старший инженер, начальник отделения Отдела эксплуатации, секретарь партбюро ГУШОСДОР НКВД СССР,
- заместитель секретаря парткома МВД СССР, начальник ГУШОСДОР МВД СССР,
- начальник Главдорстроя,
- заместитель начальника, начальник Главного управления по строительству автомобильных дорог при Совете Министров СССР,
- заместитель председателя Государственного производственного комитета по транспортному строительству СССР,
- заместитель, 1-й заместитель Министра транспортного строительства СССР.

Член КПСС с 1943 года.
Умер в Москве в 1996 году.

## Награды и звания
- Государственная премия СССР в области техники (1980 год; в составе коллектива) — за разработку и внедрение новой конструкции и технологии сооружения фундаментов глубокого заложения для мостов и крупных промышленных и энергетических объектов.